# Пухир
Пухи́р (лат. bulla — дослівно водяна бульбашка) — порожнинне утворення епідермісу, наповнений рідиною кулястий виступ на поверхні шкіри або слизової оболонки, який виникає як окремий симптом при опіках, потертості або при деяких захворюваннях, таких як гострі дерматити. У медичній практиці часто називають цей елемент «буллою».
Пухирі мають круглу або неправильну форму. Розмір — понад 13–15 мм. Клінічно — припідняті над поверхнею ділянки шкіри, рожевого кольору, неправильних обрисів. Супроводжуються свербінням і подразненням. Характерне раптове, майже миттєве виникнення, короткочасне (кілька хвилин або годин) існування і швидке безслідне зникнення.

Відмінності пухира та пухирця

Окрім великих пухирів, на шкірі також з'являються пухирці. Пухирець (лат. vesicula) — невелике (1–5 мм) порожнинне утворення епідермісу, із серозною рідиною усередині. Пухирці трапляються при простому герпесі, екземі, вітряній і натуральній віспі, оперізуючому герпесі тощо. У медичній практиці часто називають цей елемент «везикулою».
Від пухирів слід відрізняти піхурі (лат. urtica) — безпорожнинні утворення на шкірі. У медичній практиці часто називають цей елемент «уртикою».